# Neoplocaederus frenatus
Neoplocaederus frenatus es una especie de escarabajo longicornio del género Neoplocaederus, tribu Cerambycini, subfamilia Cerambycinae. Fue descrita científicamente por Fåhraeus en 1872.

## Descripción
Mide 33-41 milímetros de longitud.

## Distribución
Se distribuye por Etiopía, Malaui, Mozambique, República Democrática del Congo, República de Sudáfrica, Tanzania, Zanzíbar y Zimbabue.